# Barvinivka, Mîhailivka
Barvinivka (în ucraineană Барвінівка) este un sat în comuna Liubîmivka din raionul Mîhailivka, regiunea Zaporijjea, Ucraina.

## Demografie
Componența lingvistică a localității Barvinivka
     Ucraineană (88,51%)
     Rusă (10,14%)
     Alte limbi (1,36%)
Conform recensământului din 2001, majoritatea populației localității Barvinivka era vorbitoare de ucraineană (88,51%), existând în minoritate și vorbitori de rusă (10,14%).